# Зорич Стефанія Петрівна
Стефанія Петрівна Зо́рич (сценічний псевдонім — Зірка; до шлюбу — Чорнобривець; у шлюбі — Петровська; нар. 24 листопада 1893, Дабинівка — пом. 17 лютого 1954, Москва) — українська і російська оперна співачка (сопрано). Заслужена артистка РРФСР з 1937 року.

## Біографія
Народилася 12 [24] листопада 1893 року в селі Дабинівці Полтавської губернії Російської імперії (нині Кременчуцького району Полтавської області України) в селянській сім'ї. Дебютувала у 1908 році спочатку у хорі, потім стала солісткою кременчуцької української трупи Г. Колесніченка, з якою гастролювала у Полтаві, Катеринославі, Новоросійську, Воронежі та Тулі під сценічним псевдонімом Зірка.
З 1914 року виступала з українською трупою Дмитра Гайдамаки, у тому числі в Москві, де брала уроки вокалу у Олександри Левицької. У 1918 році навчалася співу у студії Варвари Зарудної та Михайла Іполитова-Іванова при Московській консерваторії. Сценічну майстерність їй викладав Василь Тютюнник.
У 1919—1920 роках — солістка оперної трупи Народного дому; у 1920—1941 рока — Большого театру в Москві.
Померла в Москві 17 лютого 1954 року.

## Творчість
Виконала партії
- Наталка («Наталка Полтавка» Миколи Лисенка);
- Оксана («Запорожець за Дунаєм» Семена Гулака-Артемовського);
- Катерина («Катерина» Миколи Аркаса);
- Трільбі («Трільбі» Олександра Юрасовського);
- Тетяна, Марія, Ліза («Євгеній Онєгін», «Мазепа», «Пікова дама» Петра Чайковського);
- Тамара («Демон» Антона Рубінштейна);
- Мікаела («Кармен» Жоржа Бізе);
- Оксана, Повариха («Ніч перед Різдвом», «Казка про царя Салтана» Миколи Римського-Корсакова);
- Люба («Тупейний художник» Івана Шишова);
- Сюзанна («Весілля Фігаро» Вольфганга Амадя Моцарта);
- Парася, Ксенія («Сорочинський ярмарок», «Борис Годунов», Модеста Мусоргського);
- Маша («Дубровський» Едуарда Направника);
- Тоска, Мімі, Баттерфляй («Тоска», «Богема», «Мадам Баттерфляй» Джакомо Пуччині);
- Герда («Оле із Нордланда» Михайла Іполитова-Іванова);
- Наташа Рилєєва («Декабристи» Василя Золотарьова).

Її партнерами були: Конкордія Антарова, Никифор Баришев, Борис Бугайський, Іван Бурлак, Володимир Кніппер-Нардов, Сергій Мигай, Микола Озеров, Василь Петров, Фаїна Петрова, Леонід Савранський, Маргарита Шервинська.
Постійно виступала у концертах. З 1934 року з концертними бригадами Большого театру виступала на Далекому Сході, в Арктиці, на Чорноморському узбережжі.